# Дембіна (Підкарпатське воєводство)
Дембіна (пол. Dębina) — село в Польщі, у гміні Білобжеґі Ланьцутського повіту Підкарпатського воєводства.
Населення — 947 осіб (2011).
У 1975-1998 роках село належало до Ряшівського воєводства.

## Демографія
Демографічна структура станом на 31 березня 2011 року:
|          | Загалом | Допрацездатний вік | Працездатний вік | Постпрацездатний вік |
| -------- | ------- | ------------------ | ---------------- | -------------------- |
| Чоловіки | 462     | 110                | 303              | 49                   |
| Жінки    | 485     | 97                 | 282              | 106                  |
| Разом    | 947     | 207                | 585              | 155                  |